# Eutricha capensis

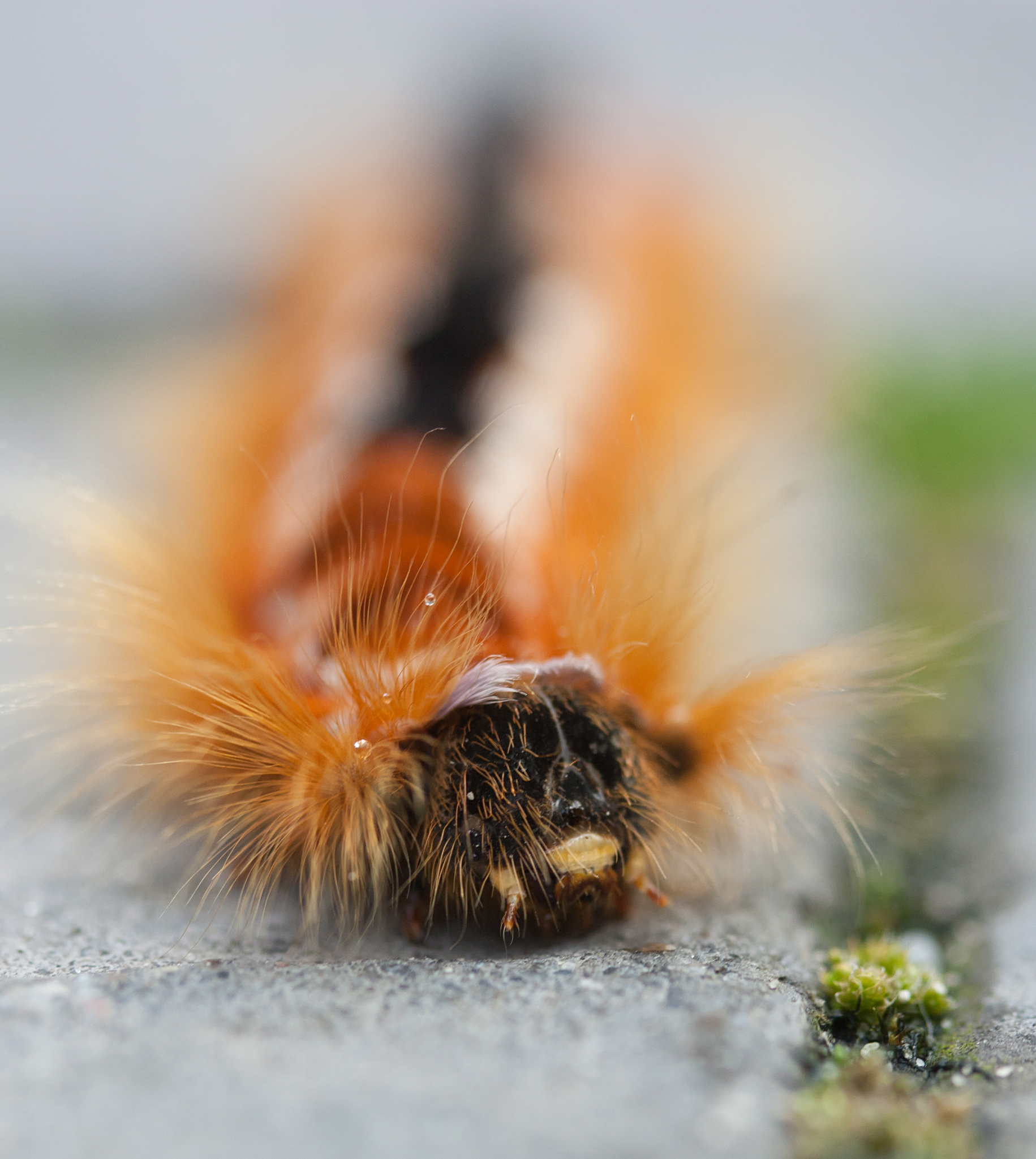
Kopf einer Raupe von Eutricha capensis

Eutricha capensis (englisch: Cape lappet moth) ist ein Schmetterling aus der Familie der Glucken (Lasiocampidae), der vor allem in Südafrika verbreitet ist. Die Raupen ernähren sich von einer Vielzahl verschiedener Pflanzenarten und sind häufig in Gärten zu finden.

## Merkmale
Die Falter haben eine Flügelspannweite von etwa 70 Millimetern. Die Vorderflügel sind rötlich braun und haben gelbe Flecke und drei wellenförmige weiße Streifen, die zur Flügelspitze hin länger werden. Die Hinterflügel sind ebenfalls rötlich braun. Die größeren Weibchen sind in der Regel blasser gefärbt als die Männchen.
Die Raupen haben, typisch für die Gattung Eutricha, einen schwarzen, seitlich weiß gerandeten, mit Dornen versehenen Rückenstreifen. An den Seiten tragen sie jeweils eine Reihe Büschel mit langen, kupferfarbenen Haaren. Nahe dem Kopf befinden sich drei rötliche und zwei malvenfarbene Büschel.

## Vorkommen
Die Art ist vor allem in Südafrika verbreitet, kommt aber auch in Malawi, Mosambik und Tansania vor. Besiedelt werden eine Reihe von natürlichen Lebensräumen, aber auch Gärten.

## Lebensweise
Die Falter treten im Frühsommer auf. Bei Störung verhalten sie sich sehr passiv. Die Raupen leben in großen Gruppen an Stämmen zusammen. Anders als einige Zeit vermutet, hat das Aggregationsverhalten für die Raupen laut einer 2013 veröffentlichten Studie keinen Vorteil in Bezug auf ihren Wasser- und Energiehaushalt, der sogar im Vergleich zu einzeln lebenden Tieren teilweise ungünstiger ausfällt. Vorteile, wie der bessere Schutz vor Fressfeinden und schnellere Wachstumsraten überwiegen diese Effekte jedoch deutlich.

### Nahrung der Raupen
Als Nahrungspflanzen für die Raupen sind folgende Pflanzen nachgewiesen: Acacia cyclops, A. mearnsii, Weidenblatt-Akazie (A. saligna), A. karroo, Bauhinien (Bauhinia), Celtis africana, Chrysanthemoides monilifera, C. incana, Monterey-Zypresse  (Cupressus macrocarpa), Combretum molle, Eucalyptus macarthurii, E. paniculata, Euclea racemosa, Mango (Mangifera indica), Pinus patula, Monterey-Kiefer  (Pinus radiata), P. elliottii, Montezuma-Kiefer  (Pinus montezumae), Pappeln (Populus), Aprikose (Prunus armeniaca), Pfirsich (Prunus persica), Rhus lancea, Peruanischer Pfefferbaum (Schinus molle), Brasilianischer Pfefferbaum (Schinus terebinthifolius), Rosa banksiae und Echte Sumpfzypresse (Taxodium distichum).

## Systematik
Eutricha capensis wurde 1767 von Carl von Linné im ersten Band der 12. Ausgabe von Systema Naturae beschrieben. Wie viele von ihm beschriebenen Nachtfalter, klassifizierte er E. capensis in der inzwischen obsoleten Gattung Phalaena. Das Epitheton capensis bezieht sich auf die Verbreitung in der südafrikanischen Provinz Westkap.
Synonyme sind:
- Phalaena capensis Linnaeus, 1767
- Phalaena pithyocampa Stoll, 1780
- Eutricha aluco Fabricius, 1781
- Eutricha pithyocampa Stoll, 1781